# Hatem at-Ta'i
Hatem ibn Abdellah ibn Sa'ad at-Ta'i (حاتم بن عبد الله بن سعد الطائي) est un poète arabe de la période préislamique.

## Biographie
Ce poète arabe de religion Chrétienne est le père de Odai ibn Hatem et de Safana bint Hatem, compagnon de Mahomet.
Issu de la tribu des Ta'i, sa grande générosité a fait de lui une icône dans la culture arabe. Plusieurs expressions font référence à lui, comme «Plus généreux qu'Hatem».
Durant la période islamique, sa fille tombe comme esclave entre les mains des musulmans. Mahomet ordonne sa libération après avoir appris qu'elle est la fille d'Hatem.
Il est mort en 578, il est enterré dans le Toran.